# Classement mondial de snooker 1991-1992
Classement mondial, des joueurs de snooker du top 34 (et de quelques autres) pour la saison 1991-1992. Les points sont calculés en additionnant les points accumulés lors des deux saisons précédentes (1989-1990 et 1990-1991).
| no  | Nom               | Pays             |
| --- | ----------------- | ---------------- |
| 1   | Stephen Hendry    | Écosse           |
| 2   | Steve Davis       | Angleterre       |
| 3   | Jimmy White       | Angleterre       |
| 4   | John Parrott      | Angleterre       |
| 5   | Gary Wilkinson    | Angleterre       |
| 6   | Neal Foulds       | Angleterre       |
| 7   | Steve James       | Angleterre       |
| 8   | Mike Hallett      | Angleterre       |
| 9   | Dennis Taylor     | Irlande du Nord  |
| 10  | Doug Mountjoy     | Pays de Galles   |
| 11  | Terry Griffiths   | Pays de Galles   |
| 12  | Dean Reynolds     | Angleterre       |
| 13  | Alain Robidoux    | Canada           |
| 14  | Martin Clark      | Angleterre       |
| 15  | Tony Jones        | Angleterre       |
| 16  | Tony Knowles      | Angleterre       |
| 17  | Willie Thorne     | Angleterre       |
| 18  | Dene O'Kane       | Nouvelle-Zélande |
| 19  | Peter Francisco   | Afrique du Sud   |
| 20  | James Wattana     | Thaïlande        |
| 21  | Nigel Bond        | Angleterre       |
| 22  | Tony Drago        | Malte            |
| 23  | Steve Newbury     | Pays de Galles   |
| 24  | Silvino Francisco | Afrique du Sud   |
| 25  | Wayne Jones       | Pays de Galles   |
| 26  | Joe Johnson       | Angleterre       |
| 27  | Eddie Charlton    | Australie        |
| 28  | Danny Fowler      | Angleterre       |
| 29  | Mark Bennett      | Pays de Galles   |
| 30  | Bob Chaperon      | Canada           |
| 31  | John Virgo        | Angleterre       |
| 32  | Cliff Wilson      | Pays de Galles   |
| 33  | Darren Morgan     | Pays de Galles   |
| 34  | Tony Meo          | Angleterre       |
| 36  | Cliff Thorburn    | Canada           |
| 41  | Alan McManus      | Écosse           |
| 48  | Rex Williams      | Angleterre       |
| 50  | David Roe         | Angleterre       |
| 51  | Ken Doherty       | Irlande          |
| 58  | Kirk Stevens      | Canada           |
| 74  | David Taylor      | Angleterre       |
| 85  | John Spencer      | Angleterre       |
| 101 | Graham Miles      | Angleterre       |
| 120 | Alex Higgins      | Irlande du Nord  |
| 124 | John Dunning      | Angleterre       |
| 126 | Ray Reardon       | Pays de Galles   |
| 130 | Jim Meadowcraft   | Angleterre       |
| 131 | Fred Davis        | Angleterre       |
| 146 | Bill Werbeniuk    | Canada           |